# Championnat d'Europe de rugby à XV
Pour les articles homonymes, voir Championnats d'Europe.
Ne doit pas être confondu avec Championnat d'Europe féminin de rugby à XV.
 (mars 2025).
Le championnat d'Europe de rugby à XV est une compétition organisée par Rugby Europe qui rassemble les équipes nationales européennes. La première édition a eu lieu en 1935. À travers les années, elle est connue sous différents noms : le Tournoi européen, la Coupe d'Europe FIRA, la Coupe des nations FIRA, le trophée FIRA, puis le championnat européen des nations.
Aujourd'hui, le championnat désigne un ensemble de plusieurs divisions, dont la première est souvent surnommée de façon erronée « Six Nations B ». Un système de promotions et relégations est organisé entre les divisions. Ce championnat est aussi organisé pour les juniors (moins de 20 ans) mais sous forme de tournoi.

## Histoire
À la suite de son exclusion du Tournoi des Cinq Nations en 1931, la France est à l'origine de la création de la Fédération internationale de rugby amateur (FIRA) comme alternative à l'International Rugby Football Board. De 1935 à 1939, un tournoi est organisé entre les membres de cette fédération, remporté chaque année par la France. Après la Seconde Guerre mondiale, la France est réintégrée au Tournoi des Cinq Nations et la compétition de la FIRA n'est plus disputée. Elle redevient annuelle à partir de 1965, la France et la Roumanie se partagent les titres jusqu'en 1994.
Dans la fin des années 1990, le championnat est irrégulier : la France ne participe plus et certaines éditions n'ont pas lieu à cause des qualifications pour la Coupe du monde. Finalement, en 2001, la compétition devient le Championnat européen des nations : chaque édition dure deux ans, les équipes nationales sont réparties en plusieurs divisions et un système de promotions et de relégations est mis en place. La Roumanie remporte les éditions 2000-2002 et 2004-2006, le Portugal gagne en 2002-2004 et la Géorgie en 2006-2008, 2008-2010 et 2010-2012. 35 nations sont réparties en sept divisions.
À partir de septembre 2016, le Championnat européen des nations de rugby et ses différentes divisions sont remaniées, laissant place à plusieurs championnats répartis sur cinq niveaux. Un système de barrage de promotion/relégation est conservé à tous les niveaux :
- Niveau 1 - Championship : les six équipes européennes les mieux classées en dehors de celles participant au Tournoi des Six Nations. Remplace la Division 1A.
- Niveau 2 - Trophy : les six équipes suivantes au classement européen concourent pour le titre. Remplace la Division 1B.
- Niveaux 3 et 4 - Conférences 1 et 2 : les Division 2A, 2B, 2C et 2D deviennent les Conférence 1 Nord, Conférence 1 Sud, Conférence 2 Nord et Conférence 2 Sud.
- Niveau 5 - Développement.

Un nouveau format doit être mis en place pour la saison 2022, avec notamment l'expansion de la première division à huit équipes.

## Équipes engagées dans le championnat 2021-2022
Chaque championnat se joue sur une saison.

### Championship
Chaque équipe affronte une fois les autres pour un total de cinq matches. Trois équipes reçoivent trois fois et se déplacent deux fois, les trois autres équipes faisant l'inverse.
Le premier à l'issue du championnat termine champion. Le dernier du Championship affronte à domicile le vainqueur du Trophy dans un barrage de promotion / relégation.
Championship
- Espagne
- Géorgie
- Pays-Bas
- Portugal
- Roumanie
- Russie

### Trophy
Chaque équipe affronte une fois les autres pour un total de cinq matches. Trois équipes reçoivent trois fois et se déplacent deux fois, les trois autres équipes faisant l'inverse.
Le premier à l'issue du championnat termine champion et se déplace en barrage chez le dernier du Championship dans un barrage de promotion / relégation.
Le dernier est relégué en Conférence 1.
Trophy
- Allemagne
- Belgique
- Lituanie
- Pologne
- Suisse
- Ukraine

### Conférence 1
Dans chaque poule, chaque équipe affronte une fois les autres pour un total de quatre matches (deux à domicile et deux à l'extérieur). Les vainqueurs des conférences 1 s'affrontent en barrages pour monter en Trophy sur le terrain de l'équipe qui a pris le plus de points lors de ses matches de poule. Le dernier de chaque conférence 1 est relégué en conférence 2.
| Conférence 1 Nord - Hongrie - Lettonie - Luxembourg - République tchèque - Suède | Conférence 1 Sud - Chypre - Croatie - Israël - Malte - Slovénie |

### Conférence 2
- Dans chaque poule, chaque équipe affronte une fois les autres pour un total de quatre matches (deux à domicile et deux à l'extérieur). Les vainqueurs des conférences 2 sont promus en Conférence 1. Le plus mauvais dernier de Conférence 2 est relégué en développement.

| Conférence 2 Nord - Autriche - Danemark - Finlande - Moldavie - Norvège | Conférence 2 Sud - Andorre - Bosnie-Herzégovine - Bulgarie - Serbie - Turquie |

### Développement
Chaque équipe affronte une fois les autres pour un total de trois matchs. Le premier termine champion et est promu en Conférence 2.
Développement
- Biélorussie
- Estonie
- Monténégro
- Slovaquie

## Palmarès

### Tournoi européen
| Année | Vainqueur  | Score | Finaliste |
| ----- | ---------- | ----- | --------- |
| 1935  | France (1) | 44-6  | Italie    |
| 1936  | France (2) | 19-14 | Allemagne |
| 1937  | France (3) | 43-5  | Italie    |
| 1938  | France (4) | 8-5   | Allemagne |

### Coupe d'Europe
| Année | Vainqueur  | Score | Finaliste |
| ----- | ---------- | ----- | --------- |
| 1952  | France (5) | 17-8  | Italie    |
| 1954  | France (6) | 39-12 | Italie    |

### Coupe européenne des nations
| Année     | Vainqueur    | Deuxième | Troisième       |
| --------- | ------------ | -------- | --------------- |
| 1965-1966 | France (7)   | Italie   | Roumanie        |
| 1966-1967 | France (8)   | Roumanie | Italie          |
| 1967-1968 | France (9)   | Roumanie | Tchécoslovaquie |
| 1968-1969 | Roumanie (1) | France   | Tchécoslovaquie |
| 1969-1970 | France (10)  | Roumanie | Italie          |
| 1970-1971 | France (11)  | Roumanie | Maroc           |
| 1971-1972 | France (12)  | Roumanie | Maroc           |
| 1972-1973 | France (13)  | Roumanie | Espagne         |

### Trophée européen
| Année     | Vainqueur          | Deuxième           | Troisième          |
| --------- | ------------------ | ------------------ | ------------------ |
| 1973-1974 | France (14)        | Roumanie           | Espagne            |
| 1974-1975 | Roumanie (2)       | France             | Italie             |
| 1975-1976 | France (15)        | Italie             | Roumanie           |
| 1976-1977 | Roumanie (3)       | France             | Italie             |
| 1977-1978 | France (16)        | Roumanie           | Espagne            |
| 1978-1979 | France (17)        | Roumanie           | Union soviétique   |
| 1979-1980 | France (18)        | Roumanie           | Italie             |
| 1980-1981 | Roumanie (4)       | France             | Italie             |
| 1981-1982 | France (19)        | Italie             | Roumanie           |
| 1982-1983 | Roumanie (5)       | Italie             | Union soviétique   |
| 1983-1984 | France (20)        | Roumanie           | Italie             |
| 1984-1985 | France (21)        | Union soviétique   | Italie             |
| 1985-1987 | France (22)        | Union soviétique   | Roumanie           |
| 1987-1989 | France (23)        | Union soviétique   | Roumanie           |
| 1989-1990 | France A (24)      | Union soviétique   | Roumanie           |
| 1990-1992 | France A (25)      | Italie             | Roumanie           |
| 1992-1994 | France A (26)      | Italie             | Roumanie           |
| 1995-1997 | Italie (1)         | France A           | Roumanie Espagne   |
| 1996-1997 | Espagne (1)        | Portugal           | Pologne            |
| 1997-1998 | Italie (2)         | Géorgie            | Croatie            |
| 1998-1999 | Titre non attribué | Titre non attribué | Titre non attribué |

### Championnat européen des nations
| Année     | Vainqueur    | Deuxième | Troisième |
| --------- | ------------ | -------- | --------- |
| 1999-2000 | Roumanie (6) | Géorgie  | Maroc     |
| 2000-2002 | Roumanie (7) | Géorgie  | Russie    |
| 2002-2004 | Portugal (1) | Roumanie | Géorgie   |
| 2004-2006 | Roumanie (8) | Géorgie  | Portugal  |
| 2006-2008 | Géorgie (1)  | Russie   | Roumanie  |
| 2008-2010 | Géorgie (2)  | Russie   | Roumanie  |
| 2010-2012 | Géorgie (3)  | Roumanie | Espagne   |
| 2012-2014 | Géorgie (4)  | Roumanie | Russie    |
| 2014-2016 | Géorgie (5)  | Roumanie | Russie    |

### Championnats d'Europe
| Année | Vainqueur    | Deuxième | Troisième |
| ----- | ------------ | -------- | --------- |
| 2017  | Roumanie (9) | Géorgie  | Espagne   |
| 2018  | Géorgie (6)  | Russie   | Allemagne |
| 2019  | Géorgie (7)  | Espagne  | Roumanie  |
| 2020  | Géorgie (8)  | Espagne  | Roumanie  |
| 2021  | Géorgie (9)  | Roumanie | Portugal  |
| 2022  | Géorgie (10) | Espagne  | Roumanie  |
| 2023  | Géorgie (11) | Portugal | Roumanie  |
| 2024  | Géorgie (12) | Portugal | Espagne   |
| 2025  | Géorgie (13) | Espagne  | Roumanie  |

## Bilans et records

### Records individuels

#### Nombre de points marqués
Les joueurs ayant marqué le plus de points pendant le Rugby Europe Championship, depuis 2007, sont :
| Rang | Joueur               | Nation   | Éditions    | Nombre de points |
| ---- | -------------------- | -------- | ----------- | ---------------- |
| 1    | Florin Vlaicu        | Roumanie | 2007 - 2021 | 536              |
| 2    | Merab Kvirikashvili  | Géorgie  | 2007 - 2018 | 494              |
| 3    | Yuri Kushnarev       | Russie   | 2007 - 2021 | 457              |
| 4    | Akaki Tabutsadze     | Géorgie  | 2020 -      | 200              |
| 5    | Valentin Calafateanu | Roumanie | 2007 - 2019 | 173              |
| 6    | Alan Williams        | Belgique | 2013 - 2023 | 173              |
| 7    | Tedo Abzhandadze     | Géorgie  | 2019 -      | 170              |
| 8    | Bradley Linklater    | Espagne  | 2015 - 2021 | 166              |
| 9    | Samuel Marques       | Portugal | 2013 -      | 165              |
| 10   | Ramil Gaisin         | Russie   | 2015 - 2022 | 157              |

#### Nombre d'essais marqués
Le Géorgien Akaki Tabutsadze a marqué le plus grand nombre d'essais au cours des différentes éditions du Championnat avec 40 essais marqués depuis 2020.
Les différents joueurs ayant marqué le plus d'essais pendant le Rugby Europe Championship, depuis 2007, sont :
| Rang | Joueur               | Nation   | Éditions    | Nombre d'essais |
| ---- | -------------------- | -------- | ----------- | --------------- |
| 1    | Akaki Tabutsadze     | Géorgie  | 2020 -      | 40              |
| 2    | Davit Kacharava      | Géorgie  | 2007 - 2020 | 20              |
| 3    | Rodrigo Marta        | Portugal | 2020 -      | 17              |
| 4    | Cesar Sempere        | Espagne  | 2007 - 2014 | 15              |
| 4    | Vasily Artemiev      | Russie   | 2009 - 2022 | 15              |
| 6    | Alexander Gvozdovsky | Russie   | 2007 - 2010 | 14              |
| 6    | Vladimir Ostroushko  | Russie   | 2007 - 2020 | 14              |
| 6    | Gonçalo Foro         | Portugal | 2007 - 2017 | 14              |
| 9    | Mamuka Gorgodze      | Géorgie  | 2008 - 2017 | 13              |
| 9    | Irakli Machkhaneli   | Géorgie  | 2007 - 2014 | 13              |
| 9    | Ionut Dumitru        | Roumanie | 2014 - 2022 | 13              |
| 9    | Merab Sharikadze     | Géorgie  | 2012 - 2024 | 13              |
| 9    | Vasil Lobzhanidze    | Géorgie  | 2015 -      | 13              |

#### Record de matchs joués
Les dix premiers joueurs à avoir disputé le plus de matchs dans le Rugby Europe Championship, depuis 2007, sont :
| Rang | Joueur              | Nation   | Éditions    | Nombre de matches |
| ---- | ------------------- | -------- | ----------- | ----------------- |
| 1    | Yuri Kushnarev      | Russie   | 2007 - 2021 | 67                |
| 2    | Florin Vlaicu       | Roumanie | 2007 - 2021 | 65                |
| 3    | Davit Kacharava     | Géorgie  | 2007 - 2020 | 62                |
| 4    | Viktor Gresev       | Russie   | 2007 - 2022 | 55                |
| 5    | Mihai Macovei       | Roumanie | 2007 - 2023 | 53                |
| 5    | Florin Surugiu      | Roumanie | 2011 - 2024 | 53                |
| 7    | Vasily Artemiev     | Russie   | 2009 - 2022 | 52                |
| 7    | Alexander Todua     | Géorgie  | 2008 -      | 52                |
| 9    | Lasha Malaguradze   | Géorgie  | 2007 - 2023 | 51                |
| 10   | Merab Kvirikashvili | Géorgie  | 2007 - 2018 | 50                |